# Los Altos (Kalifornien)
Los Altos ist eine Stadt im Santa Clara County im US-Bundesstaat Kalifornien mit 31.625 Einwohnern (Stand: 2020).
Das Stadtgebiet hat eine Größe von 16,4 km².

## Wirtschaft
Die David and Lucile Packard Foundation hat ihren Sitz in Los Altos.